# チャンス・ボール (映画)
チャンス・ボール（原題:The Sandlot Heading Home）は、2007年のアメリカ映画。1993年に劇場映画として公開された『サンドロット/僕らがいた夏』のシリーズ3作目にあたる。

## あらすじ
メジャーリーグのドジャースで活躍する41歳のトミー・サントレッリは、実力は超一流だが、チームも野球も愛さない傲慢な男。ある日、打撃練習で頭にデッドボールを喰らってしまう。目が覚めると、そこは12歳の子供の頃の時代だった。周りの状況が理解できないトミーだったが昔のチームメイトや亡くなったはずの母に出会い、今の自分にとって大切なことを少年時代を通じて気付かされる。少年野球チーム、サンドロットに入団したトミーだが土地問題をめぐり思い出の球場がEJの父の不動産によって買収される案件が出る。球場の権利をかけた決着は不動産会社社長を父に持つライバルEJのチームと試合で決めることになったが…。

## キャスト
※括弧内は日本語吹替
- トミー・"サンタ"・サントレッリ - ルーク・ペリー（内田直哉）12歳のトミー - キアヌ・ピアース（根本圭子）
- ベニー・ロドリゲス - ダニー・ヌッチ（落合弘治）
- スクインツ・パレドラス - チョーンシー・レオパルディ（日野聡）
- サラ・サントレッリ - サラ・ディーキンス（藤本喜久子）
- DP - コール・ヘッペル
- ウィングス - ライアン・ドレッシャー
- ティンバー - カイ・ジェームス
- ツートン - ブランドン・オールズ
- Q - メシャック・ピーターズ
- ワック - サミュエル・パトリック・チュー
- ロール - レンゾ・カルボネル
- ライアン - ケイナン・ウィーブ
- EJ・ニードマン - アレクサンダー・ルドウィグ
- アール・ニードマン - ポール・ジャレット

## 関連作品
- サンドロット/僕らがいた夏（1993年）
- わるわる探犬隊（2005年）